# Achmatowo (Czuwaszja)
Achmatowo (ros. Ахматово) – wieś (sieło) w Rosji, w Czuwaszji, w rejonie ałatyrskim. W 2010 liczyła 772 mieszkańców.